# Das Kabinett des Doktor Parnassus
Das Kabinett des Doktor Parnassus ist ein britisch-kanadischer Fantasyfilm von Terry Gilliam aus dem Jahr 2009. Es war der letzte Film, an dem der 2008 verstorbene Heath Ledger mitwirkte; der Film ist ihm und dem ebenfalls 2008 verstorbenen Produzenten William Vince gewidmet.

## Handlung
London der Gegenwart: Das kleine Wandertheater des Dr. Parnassus hat seine besten Jahre hinter sich. Schon lange interessieren sich die Menschen nicht mehr für seine Künste und ignorieren die Versuche des jungen Anton, Zuschauer am Theaterwagen zu halten. Dabei bietet das Theater eine Besonderheit: einen Spiegel, der beim Durchschreiten die idealen Fantasiewelten des jeweiligen Menschen abbildet. Als eine Gruppe Betrunkener aus einer Kneipe kommend die Wanderbühne sieht, interessiert sich einer der Männer für die Fee, will sie begrapschen und bekommt Streit mit ihr. Sie flieht durch den Spiegel und er folgt ihr dorthin, in seine Fantasiewelt. Da er nicht wiederkehrt, rufen seine Freunde die Polizei, die den Spiegel untersucht, jedoch nichts Ungewöhnliches finden kann. Die Truppe zieht daraufhin ohne Strafe weiter.
Was niemand außer den Theaterleuten weiß: Die Welt hinter dem Spiegel stellt den Hineingetretenen am Ende immer vor die Wahl zwischen dem eigenen größten Laster und der Alternative, dem Laster zu entsagen. Wer aus eigenem Willen dem Laster entsagt, wird gerettet und kehrt in die Realität zurück – hier hat Dr. Parnassus gewonnen. Diejenigen, die dem Laster zusagen, sterben und fallen dem Teufel zu. Der taucht in Form des schwarzgekleideten, rauchenden Mr. Nick auch bei Dr. Parnassus auf, um ihn an einen lange zurückliegenden Pakt zu erinnern. Parnassus ließ sich vor hunderten von Jahren auf eine Wette mit dem Teufel ein, die er gewann, und erhielt dafür die Unsterblichkeit. Als er sich in hohem Alter in eine Frau verliebte, schloss er mit dem Teufel einen neuen Pakt: Er erhielt seine Jugend zurück und konnte so die Frau für sich gewinnen. Dafür musste Parnassus Mr. Nick das Kind dieser Liebe versprechen, sobald es 16 Jahre alt geworden wäre. Parnassus ging darauf ein und ist nun verzweifelt, da seine einzige Tochter Valentina in drei Tagen 16 wird. Seine Trauer ertränkt er im Alkohol, seiner Tochter hat er jedoch noch nichts von ihrem Schicksal erzählt.
Beim Überfahren einer Brücke bemerken Anton, der heimlich in Valentina verliebt ist, und der kleinwüchsige Gehilfe Percy einen an der Brücke erhängten Mann. Sie binden ihn los – offensichtlich rettete ihn eine halbverschluckte Flöte vor der Strangulation. Er hat das Gedächtnis verloren und wird spontan von Valentina in ihr Herz geschlossen. Sie träumt von einem bodenständigen Leben mit Mann und Kind und hofft, dass dieser Mann, den sie vorerst George nennt, der Schlüssel dazu ist. Parnassus vermutet in ihm einen Handlanger von Mr. Nick, der jedoch jede Verbindung mit dem Mann, der in Wirklichkeit Tony heißt, zurückweist. Mr. Nick bietet Parnassus jedoch eine weitere Wette an, um Valentina zu retten: Wer bis zu ihrem 16. Geburtstag fünf Seelen für sich gewinnen kann, soll Valentina besitzen.
Gemeinsam mit Tony beginnen die Theaterleute, ihr Programm zu modernisieren. Da Tonys charmante Art auf Frauen besonders anziehend wirkt, kommen sie in kurzer Zeit zu Geld und zu vier Frauenseelen, die unter anderem durch die Leitung von Tony in seiner ersten Metamorphose auf dem rechten Pfad bleiben und zurück in die Gegenwart kommen. Kurz vor der rettenden fünften Seele erscheint eine Gruppe Russen am Theaterwagen und verfolgt Tony, der durch den Spiegel flüchtet und sich zum zweiten Mal verwandelt. Auch Anton ist Tony durch den Spiegel gefolgt, kann jedoch nicht verhindern, dass die Russen Tony einholen. Kurz bevor sie ihn zum zweiten Mal aufhängen können, erscheint in der Fantasielandschaft ein Haus mit einer russischen Mama, zu der sich die vier Russen kindergleich begeben. Es stellt sich heraus, dass die Frau nichts anderes als ein von Mr. Nick gesteuerter Apparat ist. Beide Seiten haben nun vier Seelen – Anton jedoch hat zusätzlich erfahren, dass die Russen Tony verfolgt haben, da er Schulden bei ihnen hatte. Tony war der Leiter einer bekannten Wohltätigkeitsorganisation und hatte unter anderem mit dem Geld der „Russen-Mafia“ eine Stiftung für arme Kinder ins Leben gerufen. Diese jedoch ließ über die Stiftung Geld waschen. Anton erkennt, dass Tony ihnen den Gedächtnisverlust nur vorgespielt hat, um in der Theatertruppe untertauchen zu können. Valentina erfährt nun von ihrem Vater zu ihrem Entsetzen, dass sie Teil einer großen Wette ist, und Anton ist frustriert, weil Valentina für Tony mehr empfindet als für ihn. Als Anton aus der Zeitung erfährt, dass Tony in Wirklichkeit als Verbrecher gesucht wird, kommt es zu einem handfesten Streit mit Tony, in dessen Folge Valentina in den Spiegel gestoßen wird. Tony folgt ihr, und gemeinsam verbringen sie einen romantischen Tag in der Fantasiewelt Valentinas. Sie wechselt in die Fantasiewelt Tonys, der mit Valentina auf einer Gala seiner Kinderstiftung auftritt. Hier erscheint auch Anton im Kindesalter und warnt Valentina vor Tony: Dieser habe mit der Stiftung nichts Gutes tun wollen, sondern stattdessen mit den Organen dieser Kinder Organhandel betrieben. Die entsetzten Zuschauer der Gala nehmen daraufhin die Verfolgung Tonys auf. Die Welt der Gala löst sich auf und Anton stürzt – trotz der rettenden Hand von Valentina – in einen sich öffnenden Abgrund. Valentina läuft durch eine Scherbenwelt, als sie auch ihren sturzbetrunkenen Vater tot wähnt. Sie trifft am Ende auf Mr. Nick und zwei Pforten. Obwohl Mr. Nick sie daran hindern will, gelingt es Valentina, die Pforte des Teufels zu betreten. Damit hat er seine fünfte Seele gewonnen, auch wenn diese gleichzeitig der Wetteinsatz war.

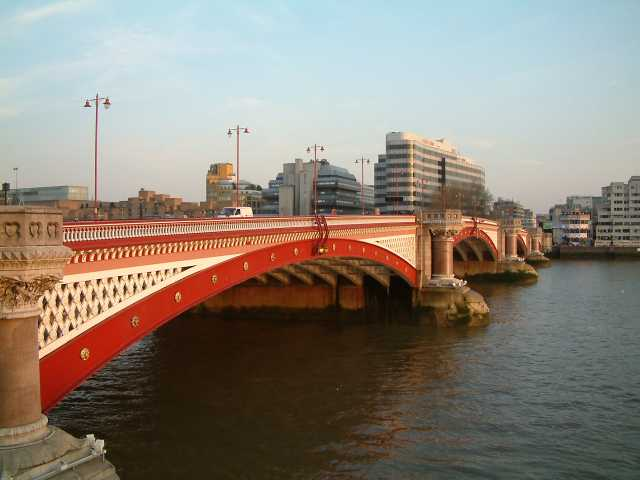
Die Blackfriars Bridge, ein Drehort des Films

Da Mr. Nick diese Wendung der Dinge bedauert und Dr. Parnassus seine Tochter sucht, bietet er ihm einen neuen Vertrag an: Eigentlich sei er die ganze Zeit nur hinter Tony her gewesen, der ihm jedoch immer wieder entwischt sei. Wenn es Parnassus gelingt, dass Tony stirbt, soll er Valentina zurückerhalten. Tony gelangt auf seiner Flucht vor den Besuchern der Gala durch die Wüste zu einem Berg, erklimmt die Stufen, die hinauf führen, und findet am Gipfel einen Galgen. Er plant, erneut seine Glücksflöte zu verschlucken, um das Hängen zu überleben, doch gelingt es Parnassus, die echte Flöte gegen eine falsche, zerbrechliche zu vertauschen. Die Menge hängt Tony, der sich seit dem Eintritt in den Zauberspiegel immer noch in seiner dritten Verwandlung befindet. Mr. Nick lässt Valentina frei und Parnassus im Unklaren, wo sie sich befindet. Jahre später, nach endlosem Suchen und in tiefster Verzweiflung, sieht Parnassus Valentina in Vancouver wieder. Sie hat inzwischen mit Anton eine Familie gegründet; die beiden haben eine kleine Tochter. Auch Percy trifft er in Vancouver wieder, der dem zum Bettler verkommenen Parnassus wieder auf die Beine hilft: Beide verkaufen nun kleine Papiertheater aus Pappe, bei denen Doktor Parnassus werbend die Papiertheaterfiguren bewegt.

## Produktion

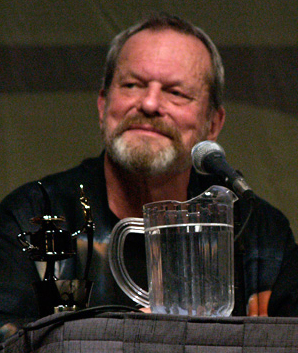
Terry Gilliam bei der Vorstellung des Films in San Diego

Terry Gilliam begann im November 2006 die Arbeit am Drehbuch zu Das Kabinett des Doktor Parnassus. Nach Brazil und Die Abenteuer des Baron Münchhausen arbeitete er dabei zum dritten Mal mit Charles McKeown als Co-Autor zusammen. Es gelang Gilliam, neben William Vince und Samuel Hadida auch seine Tochter Amy Gilliam als Produzentin zu gewinnen, die die erforderlichen 30 Millionen Dollar für die Independent-Produktion von verschiedenen Geldgebern organisierten. William Vince starb im Juni 2008 kurz nach Ende der Dreharbeiten an Krebs; ihm ist wie Heath Ledger der Film gewidmet.
Die Dreharbeiten zu Das Kabinett des Doktor Parnassus begannen im Dezember 2007 in London, unter anderem an der Tower Bridge, der Southwark Cathedral, am Leadenhall Market und der Battersea Power Station. Die Szene mit dem erhängten Tony entstand auf der Blackfriars Bridge. Nach Ende der Dreharbeiten in London wurden in Vancouver weitere Szenen gedreht, so die Szenen der Wohltätigkeitsgala, die im Orpheum in Vancouver entstanden. Während der Übersiedlung des Teams von London nach Vancouver im Januar 2008 starb Hauptdarsteller Heath Ledger, der zuletzt am 19. Januar 2008 vor der Kamera gestanden hatte, bei einem Zwischenaufenthalt in New York City. Am 24. Januar 2008 brach Terry Gilliam die Dreharbeiten zum Film ab. Nach der Vermutung, dass das Projekt nicht fortgesetzt werde, entschlossen sich die Beteiligten, das Drehbuch umzuschreiben. Während die Szenen mit Heath Ledger in der Gegenwart Londons fast fertiggedreht waren, fehlten jene mit Ledger hinter dem Zauberspiegel. Man entschloss sich daher, die Tonys hinter dem Zauberspiegel jeweils von anderen Darstellern ausfüllen zu lassen, die sich im Stil und der Kleidung jedoch Heath Ledgers Darstellung anpassten. Der fertige Film stellte schließlich laut Gilliam eine Zusammenfassung von allem dar, was er gemacht hatte.
Die Weltpremiere des Films fand am 22. Mai 2009 auf dem Cannes Film Festival in Frankreich statt. In Deutschland kam Das Kabinett des Doktor Parnassus am 7. Januar 2010 in die Kinos.

## Synchronisation
Die deutsche Synchronisation des Filmes erfolgte bei der Berliner Synchron. Das Dialogbuch verfasste Stephan Hoffmann, der auch als Dialogregisseur wirkte.
| Rolle                 | Darsteller          | Synchronsprecher |
| --------------------- | ------------------- | ---------------- |
| Tony                  | Heath Ledger        | Simon Jäger      |
| Tony (1. Verwandlung) | Johnny Depp         | David Nathan     |
| Tony (2. Verwandlung) | Jude Law            | Florian Halm     |
| Tony (3. Verwandlung) | Colin Farrell       | Markus Pfeiffer  |
| Dr. Parnassus         | Christopher Plummer | Lothar Blumhagen |
| Valentina             | Lily Cole           | Anne Helm        |
| Mr. Nick              | Tom Waits           | Oliver Stritzel  |
| Percy                 | Verne Troyer        | Santiago Ziesmer |
| Anton                 | Andrew Garfield     | Konrad Bösherz   |
| Sally                 | Paloma Faith        | Sarah Riedel     |

Florian Halm ist sowohl der reguläre Synchronsprecher Jude Laws als auch der Stammsprecher von Colin Farrell. Obwohl beide hier dieselbe Rolle spielen, entschied man sich, auch in der deutschen Fassung für alle vier Schauspieler verschiedene Stimmen zu vergeben und die Rolle nicht von einem Sprecher für alle vier Darsteller übernehmen zu lassen. Somit kam es bei Farrell zu einer Umbesetzung.

## Kritik

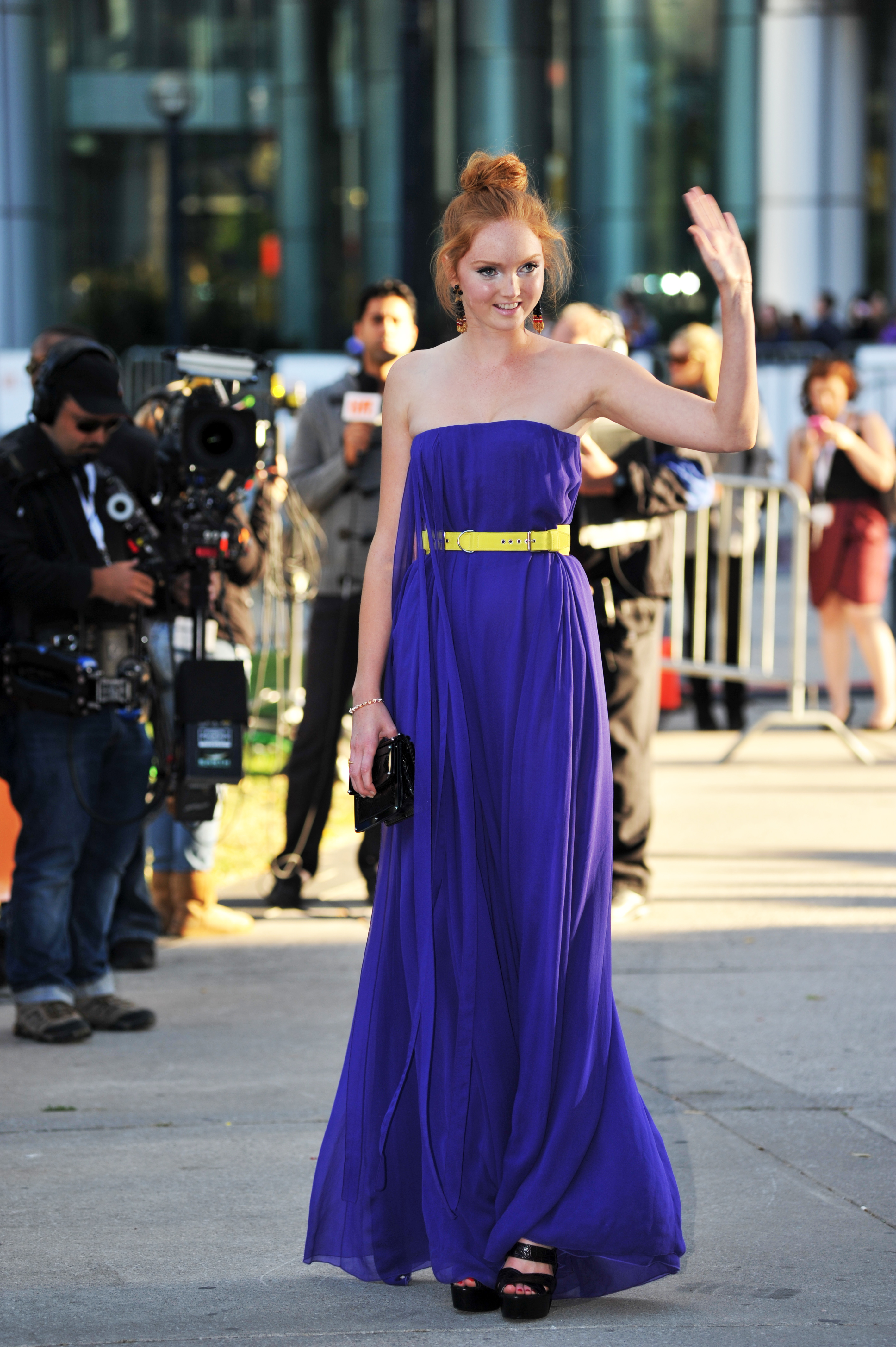
Lily Cole während der Vorstellung des Films beim Toronto Film Festival 2009

Philip French vom britischen Observer lobte Das Kabinett des Doktor Parnassus als „visuell beeindruckend“, kritisierte jedoch, dass der Film zum Ende hin „intellektuell verquast“ sei und rührselig werde.
Empire erwähnte den Druck auf den Film, etwas Besonderes zu sein, da er Ledgers letzten Filmauftritt darstellt. Dieser sei nicht vergleichbar mit seinen Darstellungen in The Dark Knight oder Brokeback Mountain, was jedoch an der nicht besonders außergewöhnlichen Rolle Ledgers läge, der hier Teil eines Ensembles ist. Besonders hob Empire die Darstellung von Lily Cole und Andrew Garfield hervor, die dem Film eine bodenständige Note gäben. Der Film beginne zwar geradezu als ein „Wirbelwind der Fantasie“, jedoch werde er am Ende eher zu einem etwas enttäuschenden Nieselregen, was jedoch nicht über die großartige Leistung Gilliams hinwegtäuschen solle. Diesem sei es trotz des Todes seines Hauptdarstellers gelungen, den umgeschriebenen Film in seinem Grundkonzept einleuchtend bleiben zu lassen – zumindest innerhalb seiner surrealen Eigenwelt. Gerade weil Gilliam nach dem Tod Ledgers den Film nicht um Ledgers Rolle herum neu schrieb, sondern das Hauptaugenmerk auf die gesamte Handlung legte, sei ihm sein interessantester Film seit über einem Jahrzehnt gelungen, dem man nicht anmerke, dass die Handlung hätte anders verlaufen müssen. Das Kabinett des Doktor Parnassus sei ein Film mit zu vielen Einfällen, als dass sie alle unter Kontrolle gehalten werden können, doch sei er aus einer Leidenschaft und Entschlossenheit heraus entstanden, die unglaublich ansteckend wirkt.
Cinema stellte fest, dass „Heath Ledgers Tod während des Drehs im Januar 2008 […] zynischerweise ein Glück für den Film“ sei, da die Notlösung, die Tony-Rolle durch verschiedene Charaktere zu besetzen, „Terry Gilliams Spaziergang durch einen surrealen Trödelladen am Ende den dringend benötigten Kick [verleiht …]. Trotz Storyschwächen eine künstlerische Extravaganz, wie sie das Kino selten zu bieten hat“. Auch filmstarts empfand den Film „trotz offensichtlicher Schwächen […] gerade für Fans von Terry Gilliam sehenswert.“

## Auszeichnungen
Bei den Satellite Awards 2009 gewann Das Kabinett des Doktor Parnassus den Preis in der Kategorie „Bestes Kostümdesign“. Bei den Oscars 2010 war der Film in den Kategorien „Bestes Szenenbild“ und „Bestes Kostümdesign“ für einen Oscar nominiert.